# Вудсон Терас (Мисури)
Вудсон Терас (енгл. Woodson Terrace) град је у америчкој савезној држави Мисури.

## Демографија
По попису из 2010. године број становника је 4.063, што је 126 (-3,0%) становника мање него 2000. године.
| Група             | 2000.         | 2010.         |
| Белци             | 3.483 (83,1%) | 2.630 (64,7%) |
| Афроамериканци    | 486 (11,6%)   | 844 (20,8%)   |
| Азијати           | 42 (1,0%)     | 60 (1,5%)     |
| Хиспаноамериканци | 104 (2,5%)    | 429 (10,6%)   |
| Укупно            | 4.189         | 4.063         |